# Resolutie 1289 Veiligheidsraad Verenigde Naties
Resolutie 1289 van de Veiligheidsraad van de Verenigde Naties werd unaniem door de VN-Veiligheidsraad aangenomen op 7 februari 2000.

## Achtergrond
In Sierra Leone waren al jarenlang etnische spanningen tussen verschillende bevolkingsgroepen. In 1978 werd het een eenpartijstaat met een regering die gekenmerkt werd door corruptie en wanbeheer van onder meer de belangrijke diamantmijnen. Intussen was in buurland Liberia al een bloedige burgeroorlog aan de gang, en in 1991 braken ook in Sierra Leone vijandelijkheden uit. In de volgende jaren kwamen twee junta's aan de macht, waarvan vooral de laatste een schrikbewind voerde. Zij werden eind 1998 met behulp van buitenlandse troepen verjaagd, maar begonnen begin 1999 een bloedige terreurcampagne. Pas in 2002 legden ze de wapens neer.

## Inhoud

### Handelingen
De ontplooiing van de UNAMSIL-missie in Sierra Leone was bijna volledig. Het vredesproces in het land maakte vooruitgang, maar werd gehinderd door de gebrekkige ontwapening van rebellen, vrijlating van ontvoerden en kindsoldaten en de nieuwe aanvallen op hulpverleners. Ook was men bezorgd over de voortdurende mensenrechtenschendingen. De in het vredesakkoord afgesproken amnestie gold niet voor schendingen gepleegd na de datum van ondertekening van dat akkoord. De rebellengroepen werden opgeroepen deel te nemen aan het ontwapeningsprogramma.
Intussen werden de laatste ECOMOG-troepen van de ECOWAS teruggetrokken. De VN-vredesmacht UNAMSIL zou worden uitgebreid tot 11.100 manschappen, waaronder de 260 militaire waarnemers die reeds ter plaatse waren. De vredesmacht kreeg als bijkomende taken het bewaken van overheidsgebouwen - vooral in de hoofdstad Freetown, belangrijke kruispunten en grote luchthavens, helpen met de verdeling van hulpgoederen, het beveiligen van de plaatsen van het ontwapeningsprogramma en de ingezamelde
wapens. Ze werd ook geautoriseerd om haar eigen veiligheid en bewegingsvrijheid te verzekeren en burgers onder directe bedreiging te beschermen. Verder werd het mandaat met 6 maanden verlengd.

## Verwante resoluties
- Resolutie 1260 Veiligheidsraad Verenigde Naties (1999)
- Resolutie 1270 Veiligheidsraad Verenigde Naties (1999)
- Resolutie 1299 Veiligheidsraad Verenigde Naties
- Resolutie 1306 Veiligheidsraad Verenigde Naties

Lijst ·  1285 ·  1286 ·  1287 ·  1288 ·  1289 ·  1290 ·  1291 ·  1292 ·  1293 ·  1294 ·  1295 ·  1296 ·  1297 ·  1298 ·  1299 ·  1300 ·  1301 ·  1302 ·  1303 ·  1304 ·  1305 ·  1306 ·  1307 ·  1308 ·  1309 ·  1310 ·  1311 ·  1312 ·  1313 ·  1314 ·  1315 ·  1316 ·  1317 ·  1318 ·  1319 ·  1320 ·  1321 ·  1322 ·  1323 ·  1324 ·  1325 ·  1326 ·  1327 ·  1328 ·  1329 ·  1330 ·  1331 ·  1332 ·  1333 ·  1334